# Санково-Медвеже
Санко́во-Медве́же (на руски: Саньково-Медвежье; на беларуски: Санькова-Мядзвежжа) е ексклав на Русия в Беларус.
Има площ от 4,5 km². Обкръжен е от Добрушки район (Добрускі раён), Гомелска област, като от руската граница го отделят около 800 метра трудно проходими блата. Влиза в състава на Злинковски район (Злынковский район), Брянска област.
Името на ексклава идва от имената на селата Санково и Медвеже, които са съществували там. Въпросните села са изоставени вследствие от Чернобилската авария през 1986 г. До аварията ексклавът има население от около 500 души.